# Манзій Володимир Данилович
Володимир Данилович Манзій (23 березня (4 квітня) 1884, Київ — 22 квітня 1954, Київ) — український радянський оперний режисер. Чоловік оперної співачки Олександри Ропської.

## Біографія
Народився 23 березня (4 квітня) 1884 року в Києві. У 1903 році здобув музичну освіту у Київському музичному училищі. Був одним з фундаторів українського радянського оперного театру. В 1917–1926 роках працював у театрах Одеси, Астрахані, Пензи, Харкова; у 1928–1953 (з перервою) — головний режисер Київського театру опери та балету імені Т. Г. Шевченка. Член ВКП(б) з 1948 року.
Помер 22 квітня 1954 року. Похований в Києві на Байковому кладовищі.

## Режисерська діяльність
Поставив опери: «Тарас Бульба», «Наталка Полтавка» М. Лисенка, «Запорожець за Дунаєм» С. Гулака-Артемовського, «Золотий обруч» Б. Лятошинського, «Наймичка» М. Вериківського, «Іван Сусанін» М. Глинки, «Кармен» Ж. Бізе та інші.

## Відзнаки
Народний артист УРСР (з 1940 року). Нагороджений двома орденами «Знак Пошани».